# Raddoppiamento sintattico
O raddoppiamento sintattico (RS) é um fenômeno fonológico italiano descrito por Nespor & Vogel como “lengthening of the initial consonant of word2 in a sequence word1 word2 under certain phonological and syntactic conditions” (“extensão da duração da consoante inicial da palavra2 numa sequência palavra1 palavra 2 sobre certas condições fonológicas e sintáticas”) . Normalmente, ele ocorre após uma palavra cuja última vogal é acentuada:
città [bb]ela "cidade bela" 
tè  [ff]redo  “chá gelado”

## A variação dialetal italiana e a distribuição geográfica doRS
O raddoppiamento sintattico foi encontrado e descrito há mais de 500 anos. Nesta época, a Itália não possuía uma língua oficial. Com a unificação do país, por volta de 1860, o Italiano acabou se oficializando como língua. Entretanto, ele era limitado a certos grupos de uma elite sociocultural, que envolvia a produção literária e jornalística, os quadros administrativos, o direito etc. Os dialetos, até então as “línguas” italianas, acabaram sendo substituídos pela língua oficial, mas deixaram suas marcas, que compuseram as chamadas zonas dialetais (Sul, Central e Norte), divididas por uma linha imaginária que liga as cidades de La Spezia e Rimini, nas regiões da Toscana e da Emilia-Romagna, respectivamente.

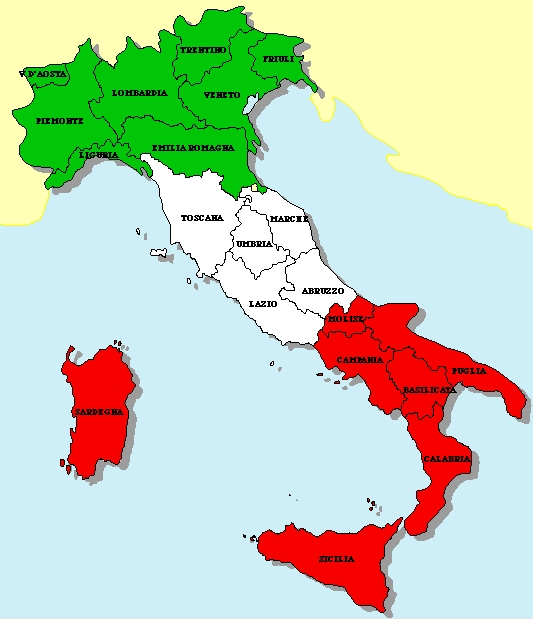
As três regiões italianas

Numa destas zonas, a Central, destacou-se a região da Toscana, que vivia um grande progresso econômico e cultural. O progresso cultural deu-se devido aos famosos escritores Dante Alighieri, Boccacio e Petrarca, que escreveram no dialeto toscano e, tamanho o sucesso de suas obras, acabaram fazendo com que o mesmo se tornasse a língua literária italiana. Entretanto, pelo fato de o dialeto toscano ser rebuscado e limitado a uma só região do país, nos séculos seguintes ocorreu uma busca por uma língua que facilitasse a comunicação e fosse de caráter comum. Assim, com o trabalho de novos escritores, a língua oficial literária foi-se modificando e o toscano foi perdendo seu status. 
O RS foi encontrado em duas regiões italianas, a Central e a Sul. A ausência do RS na região Norte ocorre devido ao fato de não haver geminação. A presença de geminadas como fonemas nos dialetos Central e do Sul tem relação com o fenômeno do RS. Não havendo nos dialetos do Norte o contraste na duração das consoantes, não se estabelece motivação para a realização de RS. 

## O fenômeno
O RS é um fenômeno fonológico da língua italiana pelo qual ocorre extensão da duração da consoante inicial de uma palavra em determinados contextos.Ele ocorre após uma palavra cuja última vogal é acentuada. Esta palavra pode ser polissílaba ou monossílaba, como vemos nos exemplos:
Palavra polissilábica:
a.città [bb]ella città bella   (“cidade bela”)
Palavra monossilábica:
b.tè  [ff]reddo tè freddo     (“chá gelado”)
Além desse contexto acentual, RS pode ocorrer após uma palavra polissílaba não acentuada ou após certos monossílabos não acentuados. Assim, podemos observar dois tipos de raddoppiamento: 
O raddoppiamento fonológico é aquele no qual o acento atua no contexto para a realização do fenômeno. 
Já o raddoppiamento lexical baseia-se no léxico, num conjunto restrito de palavras que se tornam “gatilho” para a ocorrência do mesmo, quando seguidas de palavra iniciada por consoante.
Abaixo, uma lista de palavras que desencadeiam raddoppiamento lexical:
a. a  “para”
b. che  “que”
c. chi  “quem”
d. ma  “mas”
e. da  “de, por”
f. e  “e”
g. tra, fra  “entre” (preposição)
h. o  “ou”
i. tre  “três”
j. qua, qui  “aqui”
k. se  “se”
l. come  “como” (conjunção)
m. sopra  “sobre”
n. dove  “onde”

## Análise Mórica doRS
A teoria mórica é uma proposta teórica que tem como base a noção de mora, uma unidade abstrata de duração da sílaba. No caso do raddoppiamento sintattico, ela permite explicar a ocorrência do fenômeno, relacionando-o com a questão do acento. 
Na proposta mórica  , cada sílaba corresponde a uma mora, exceto quando esta for pesada, caso em que corresponde a duas moras. Tipicamente, uma sílaba com duas moras contém vogal longa, ditongo ou termina em consoante:
O alongamento compensatório, que se relaciona com o RS fonológico, é a extensão de um segmento ocasionada pelo apagamento ou diminuição de um segmento próximo. No caso do RS, o consoante irá se alongar ocupando o espaço deixado por uma mora vazia.
Isto ocorre porque no Italiano há uma suposição de que todas as sílabas acentuadas são pesadas. No caso do RS fonológico, temos uma palavra cuja última sílaba é acentuada. Como no italiano vogais finais não podem ser longas, elas deixam uma mora vazia. O consoante da palavra seguinte, então, alonga-se para satisfazer a norma.

### Problemas da análise mórica
Alguns autores, dentre eles Absalom, Stevens e Hajek (2002)  apresentam alguns questionamentos à análise.
Em primeiro lugar, há casos de contraste entre vogais longas e breves em final de palavra, que contradizem o pressuposto de que não pode existir vogais longas finais:
Em segundo lugar, há casos de truncamento de palavras, quando há a possibilidade de “corte”, redução da sílaba final da palavra. No caso apresentado, a vogal acentuada, que passa a ser a final, não se reduz. Assim não admite a ocorrência de RS:
Apesar das críticas feitas à teoria, sua contribuição para a explicação do fenômeno continua, pois a ideia principal de que o RS acontece em função da satisfação da bimóracidade de sílabas pesadas se mantém.

## Análise Fonossintática doRS
A análise do raddoppiamento sintattico foi fundamental na formulação da Fonologia Prosódica, na década de 80, pois os padrões de realização do fenômeno fonológico serviram como uma das justificativas da existência de uma unidade da hierarquia prosódica, a frase fonológica (ɸ).
Nespor e Vogel, ao tratar da frase fonológica, trazem a seguinte sentença:
```
“Ho visto tre colibrì molto scuri” (“Vi três colibris muito escuros”)
```

Nesta sentença, o sintagma “tre colibrì molto scuri” corresponde a duas frases fonológicas, [tre colibrì] e [molto scuri]. Segundo elas, na primeira há contexto para aplicação de RS, pois temos uma palavra iniciada em consoante (“colibrì”) precedida de monossílabo tônico (“tre”) que pertencem ao mesmo domínio, a frase fonológica:

[tre kkolibrì] ɸ
As palavras “colibrì” e “molto” situam-se em diferentes frases fonológicas. Assim sendo, apesar de “molto” ser precedido por “colibrì”, que possui a última vogal acentuada, o que criaria contexto para a aplicação de RS, o mesmo não ocorrerá devido à fronteira de frase fonológica (ɸ).  Como se pode ver, os casos de aplicação e de não-aplicação de RS justificam um constituinte como a frase fonológica (ɸ).
Entretanto, há casos de ocorrência de RS em fronteira. Isso ocorre porque há uma regra que permite que, em determinados casos, haja uma reestruturação da frase fonológica (ɸ):
ɸ restructuring (optional)
A non-branching ɸ which is the first complement f X on its recursive side is joined into the ɸ that contains X.
A sentença “I caribù nani sono estinti” (“Os veados pequenos estão extintos”) é dividida inicialmente em três frases fonológicas:
[i caribù] ɸ [nani] ɸ [sono estinti] ɸ
Nesta segmentação, não temos contexto para a ocorrência de RS. Entretanto, Nespor e Vogel mostram que os dois primeiros constituintes podem ser reestruturados em um só, o que cria as condições para a aplicação do raddoppiamento:
[i caribù nnani] ɸ [sono estinti] ɸ
Assim, como podemos ver, a análise da Teoria Prosódica mostra em qual contexto RS poderá ocorrer: quando as palavras em questão estiverem no interior de uma frase fonológica (ɸ), podendo esta ter sido reestruturada. 

### Problemas da análise fonossintática
Vários estudiosos questionam a validade das afirmações propostas em Nespor e Vogel . Em primeiro lugar, apontam um problema no que se refere à definição de frase fonológica reestruturada. Absalom e Hajek  apontam que a ramificação da frase “I caribù nani sono estinti” está incorreta. “Sono” e “estinti” são colocados na mesma frase fonológica. Entretanto, eles pertenceriam inicialmente a frases diferentes, juntando-se somente após uma reestruturação.
[sono] ɸ [estinti] ɸ 
[sono estinti] ɸ
Como a reestruturação seria opcional, o RS deveria também ser opcional. Neste caso, parece não ocorrer. Segundo os autores, isto enfraquece a credibilidade da teoria. 
Um segundo problema levantado, aparentemente mais grave, é a constatação feita por Agostiniani e Loporcaro, referida no texto, de ocorrência de RS entre frases fonológicas:
[ho vvisto] ɸ  [tre kkolibrì] ɸ  [mmolto scuri] ɸ
O RS, então, não poderia ser usado para motivar a existência do domínio frase fonológica (ɸ) e, por outro, não poderia ser explicado com referência a este domínio.
Um terceiro problema é que Nespor e Vogel colocam que reestruturações seriam mais frequentes em fala rápida. No entanto, Troncon e Canepari, nos seus estudos, indicam que, nas observações do italiano falado em Roma, a aplicação de RS é menos frequente na fala rápida. 
Para os autores, a solução para os problemas da teoria seria, então, explicar o fenômeno sem referência a fronteiras ou hierarquias.